# Соргоно
Соргоно (итал. Sorgono) је насеље у Италији у округу Нуоро, региону Сардинија.
Према процени из 2011. у насељу је живело 1676 становника. Насеље се налази на надморској висини од 677 м.

## Становништво
Према резултатима пописа становништва 2011. у општини је живело 1.753 становника.
| 1931. | 1936. | 1951. | 1961. | 1971. | 1981. | 1991. | 2001. | 2011. |
| ----- | ----- | ----- | ----- | ----- | ----- | ----- | ----- | ----- |
| 1.942 | 2.054 | 2.199 | 2.346 | 2.052 | 2.123 | 2.072 | 1.949 | 1.753 |